# Yvonne Englich
Yvonne Englich (nacida como Yvonne Hees, Waiblingen, 5 de diciembre de 1979–8 de enero de 2018) fue una deportista alemana que compitió en lucha libre. Ganó una medalla de bronce en el Campeonato Europeo de Lucha de 2011, en la categoría de 67 kg. Estaba casada con el medallista de plata olímpico Mirko Englich.

## Palmarés internacional
| Campeonato Europeo | Campeonato Europeo  | Campeonato Europeo | Campeonato Europeo |
| Año                | Lugar               | Medalla            | Categoría          |
| ------------------ | ------------------- | ------------------ | ------------------ |
| 2011               | Dortmund (Alemania) | Medalla de bronce  | 67 kg              |